# 크로미오
크로미오(Chromeo)는 캐나다의 일렉트로 펑크/디스코 듀오이다.